# 疯癫与文明
《疯癫与文明》（Folie et deraison），台灣普遍譯作《瘋癲與文明》，浙江人民出版社譯作《癫狂与文明》，是米歇尔·福柯的博士论文，也是他的成名作，于1961年出版。该书共分9章，讨论了历史上「疯癫」这个概念是如何发展的。

## 版本
根据法国当时的学位制度，博士生答辩前必须出版其博士论文。本书最初出版时，名为《疯癫与非理智：古典时期的疯癫史》（Folie et déraison: histoire de la folie à l'âge classique），全书共673页。该书的缩写本出版于1964年，共300多页。

1965年，福柯又对缩写本补充了一些内容，以此为基础，出版了该书的英译本，书名改为《疯癫与文明：理性时代的疯癫史》（Madness and Civilization: A History of Insanity in the Age of Reason）。中文译本中，1991年浙江人民出版社的《癫狂与文明》，以及1992年台湾桂冠圖書公司出版的《疯癫与文明》，都是基于缩写本翻译。時報文化於1998年出版的全譯本題名則譯為《古典時代瘋狂史》。

## 内容
福柯的分析始于中世纪，他描写了当时人们如何将麻风病人关起来。从这里开始他探讨了15世纪愚人船的思想和17世纪法国对监禁的突然兴趣。然后他探讨了疯狂是如何被看做一种女人引起的病的，当时有人认为女人的子宫在她们的身体周围环绕可以引起疯狂。后来疯狂被看做是灵魂的疾病。17世纪末至18世纪，由于体液说的在当时医学界的流行，一些疯狂逐渐被解释为黑胆汁的过剩的。最后在20世纪初，随着西格蒙德·弗洛伊德，疯狂被看做是一种精神病。 
福柯还用了许多时间来探讨人们是怎样对待疯子的，从将疯子接受为社会秩序的一部分到将他们看做必须关闭起来的人。他也研究了人们是怎样试图治疗疯狂的，尤其他探讨了菲利普·皮内尔和塞缪尔·图克的例子。他断定这些人使用的方法是残暴和残酷的。图克比如对疯子进行惩罚，一直到他们学会了来模仿普通人的作为，实际上他是用恐吓的方式来让他们的行为像普通人。与此类似的，皮内尔使用厌恶疗法，包括使用冷水浴和紧身服。在福柯看来，这种疗法是使用重复的暴行直到病人将审判和惩罚的形式内化了。
根据福柯本人所言，疯狂不是一种自然现象，而是一种文明产物。疯狂被视作一种人为附加在现象上的标签，本质上疯狂是人文的。所以没有对现象加以定义并且称其为疯狂的文化，就没有疯狂的历史。